# Municipio de Union (condado de Livingston)
El municipio de Union (en inglés: Union Township) es un municipio ubicado en el condado de Livingston en el estado estadounidense de Illinois. En el año 2010 tenía una población de 240 habitantes y una densidad poblacional de 2,63 personas por km².

## Geografía
El municipio de Union se encuentra ubicado en las coordenadas 40°58′18″N 88°24′26″O / 40.97167, -88.40722. Según la Oficina del Censo de los Estados Unidos, el municipio tiene una superficie total de 91.33 km², de la cual 91,26 km² corresponden a tierra firme y (0,08 %) 0,07 km² es agua.

## Demografía
Según el censo de 2010, había 240 personas residiendo en el municipio de Union. La densidad de población era de 2,63 hab./km². De los 240 habitantes, el municipio de Union estaba compuesto por el 94,17 % blancos, el 4,17 % eran asiáticos y el 1,67 % eran de una mezcla de razas. Del total de la población el 0 % eran hispanos o latinos de cualquier raza.